# 스카버러구

스카버러구의 위치.

스카버러구(영어: Borough of Scarborough)는 잉글랜드 노스요크셔주에 위치해 있는 비도시 자치구로, 스카버러 구의 중심 도시는 스카버러이다. 또한 스카버러 구의 인구는 2014년 기준으로 108,006이며, 스카버러 구싀 면적은 816.5km2이다.